# 戰場監視旅
戰場監視旅（英語：Battlefield Surveillance Brigade，BfSB）是美國陸軍的五種多功能支援旅之一，在2007年至2015年期間成立，負責執行情監偵行動的部隊。戰場監視旅的主要任務是提高師級或更高層級指揮官的态势感知能力，以便能夠集中聯合作戰力量，並準備未來的行動。戰場監視旅擁有無人航空載具、信號收集設備、情報蒐集人員，以滿足指揮官需求。
隨著情報能力的變化，美國陸軍在2015年將戰場監視旅重組為遠征軍事情報旅（EMIB）。

## 結構

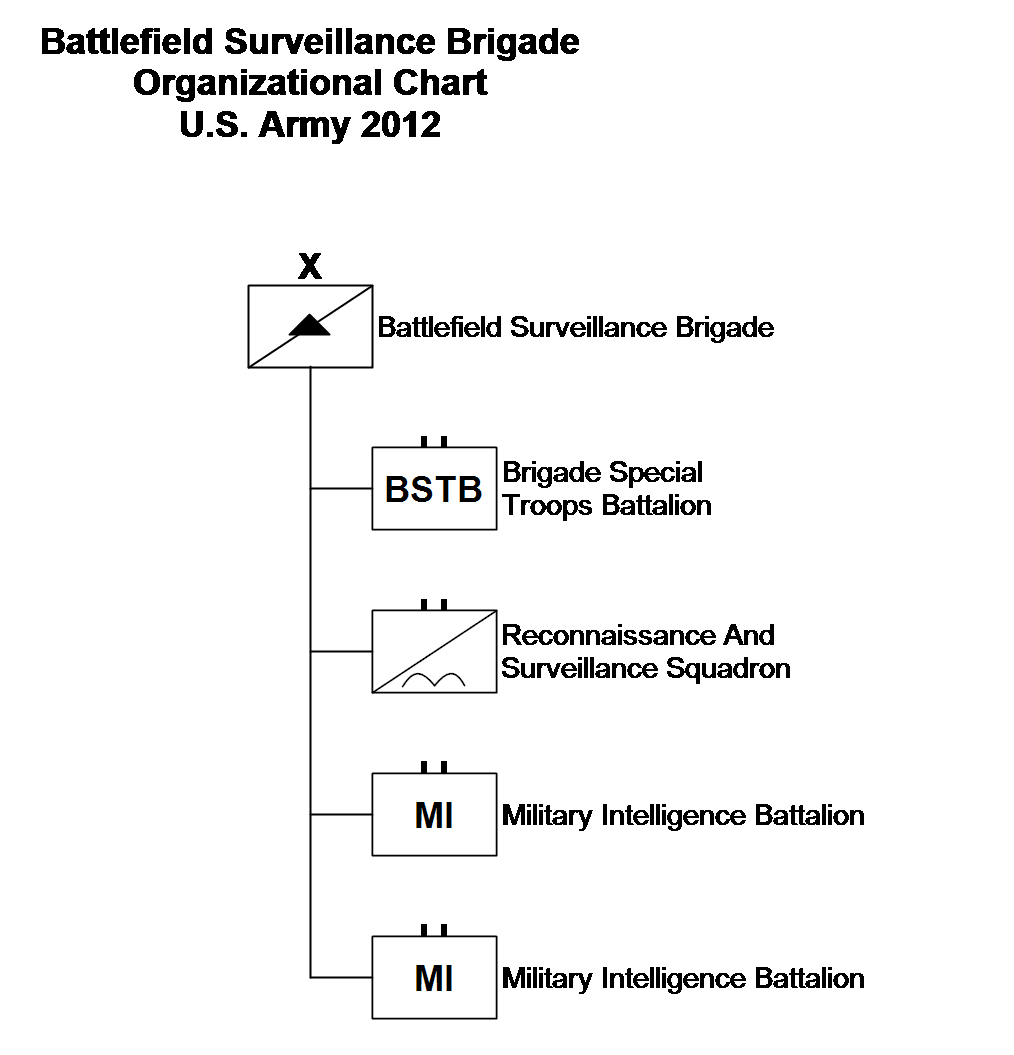
戰場監視旅（BfSB）的編制表。

戰場監視旅的編制如下：
- 旅部與旅部連
- 軍事情報營
- 偵查與監視中隊（英语：Reconnaissance and surveillance squadron）
  - A隊
  - B隊
  - 遠程監視連（英语：Long-range surveillance）
- 通信連（或稱網路支援連，NSC）
- 旅支援連

2012年以後，旅部與旅部連、通信連、旅支援連整合為旅特種部隊營（BSTB）。

## 單位
美國陸軍總共組成10個戰場監視旅，分有正規軍3個和国民警卫队7個。其中五個於2015年前後被改編為遠征軍事情報旅，剩餘部隊則被改編其他類型部隊或解編。
| 臂章 | 單位            | 種類       | 備註                         |
| ---- | --------------- | ---------- | ---------------------------- |
|      | 第58戰場監視旅  | 国民警卫队 | 2015年改組為遠征軍事情報旅。 |
|      | 第67戰場監視旅  | 国民警卫队 | 2016年改組為機動加強旅。     |
|      | 第71戰場監視旅  | 国民警卫队 | 2016年改組為遠征軍事情報旅。 |
|      | 第142戰場監視旅 | 国民警卫队 | 2016年解編。                 |
|      | 第201戰場監視旅 | 正規軍     | 2015年改組為遠征軍事情報旅。 |
|      | 第219戰場監視旅 | 国民警卫队 | 2016年改編為第219工兵旅。    |
|      | 第297戰場監視旅 | 国民警卫队 | 2016年解編。                 |
|      | 第504戰場監視旅 | 正規軍     | 2015年改組為遠征軍事情報旅。 |
|      | 第525戰場監視旅 | 正規軍     | 2014年改組為遠征軍事情報旅。 |
|      | 第560戰場監視旅 | 国民警卫队 | 2016年解編。                 |